# Sambodromo

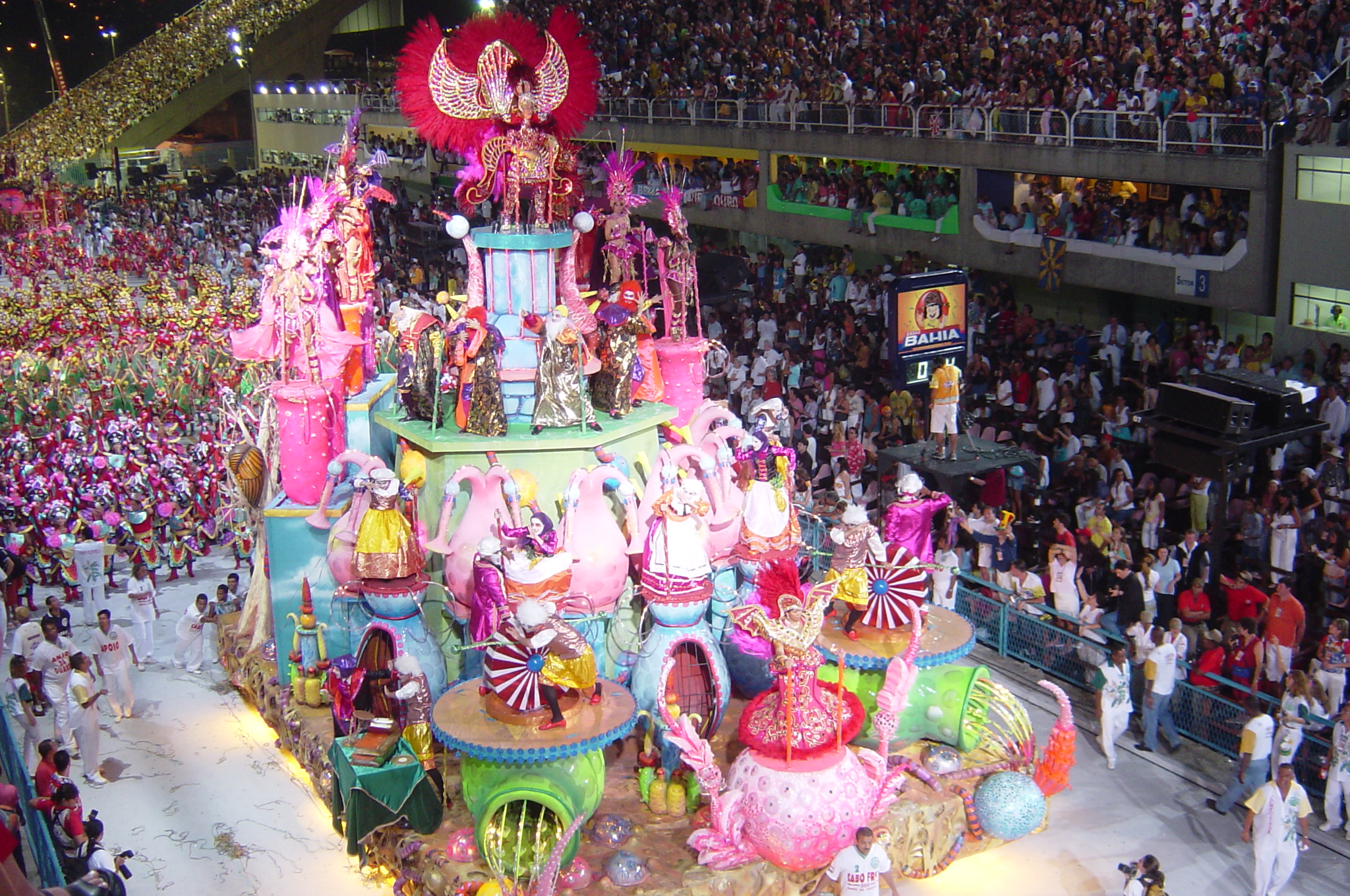
Esempio di sambodromo

Il termine sambodromo indica il nome dato ai manufatti architettonici per le sfilate delle scuole di samba in Brasile. Di solito sono composti da spalti per il pubblico e una zona di defilamento.

## Principali sambodromi in Brasile

### Capitali
| Sambodromo                              | Città          |
| --------------------------------------- | -------------- |
| Sambodromo Marquês de Sapucaí           | Rio de Janeiro |
| Sambodromo di Anhembi                   | San Paolo      |
| Centro de Convenções di Manaus          | Manaus         |
| Complesso Culturale di Porto Seco       | Porto Alegre   |
| Sambão do Povo                          | Vitória        |
| Passarella Nego Querido                 | Florianópolis  |
| Scuola Sambodromo di Arti Populari      | Macapá         |
| Aldeia de Cultura Amazônica Davi Miguel | Belém          |

### Altre città
| Sambodromo                          | Città     |
| ----------------------------------- | --------- |
| Sambodromo municipale di Bauru      | Bauru     |
| Morada do Samba                     | Cabo Frio |
| Ceilambódromo                       | Ceilândia |
| Escola Multiuso Hildenburgo Moreira | Laguna    |
| Sambodromo di Paulínia              | Paulínia  |
| Passarela do Samba Dráusio da Cruz  | Santos    |